# Dianne Wiest
Dianne Evelyn Wiest (Kansas City, Missouri, 1948. március 28. –) kétszeres Oscar-, Golden Globe- és kétszeres Primetime Emmy-díjas amerikai színésznő.

## Élete és pályafutása
Két alkalommal nyert Oscar-díjat legjobb női mellékszereplőként, Woody Allen Hannah és nővérei (1986) és Lövések a Broadwayn (1994) című filmjeivel. Allen Kairó bíbor rózsája (1985), A rádió aranykora (1987) és Szeptember (1987) című rendezéseiben is feltűnt – A rádió aranykora egy Golden Globe-díjat hozott a színésznő számára, míg Ron Howard 1989-ben bemutatott Vásott szülők című vígjátékával Oscar-jelölést szerzett.
További filmjei közt található a Gumiláb (1984), Az elveszett fiúk (1987), a Fények, nagyváros (1988), az Ollókezű Edward (1990), a Más, mint a többiek (1991), a Madárfészek (1996), az Átkozott boszorkák (1998), a Dan és a szerelem (2007), a Kis-nagy világ (2008), az Engedd el! (2010) és a Lánytesók (2015).
A televíziós színésznőként is aktív Wiest 1997-ben Primetime Emmy-díjat nyert, mint legjobb női vendégszereplő (drámasorozat) a Váratlan utazás című sorozattal. 2008-ban a Titkok nélkül című drámasorozattal kapott újabb Emmyt, ezúttal női mellékszereplőként. Egyéb tévés szereplései közé tartozik az Esküdt ellenségek (2000–2002) és a Családom, darabokban (2015–2019).

## Filmográfia

### Film
| Év   | Magyar cím                  | Eredeti cím                        | Szerep                        | Magyar hang        | Rendező               |
| ---- | --------------------------- | ---------------------------------- | ----------------------------- | ------------------ | --------------------- |
| 1980 | Rajtam a sor                | It's My Turn                       | Gail                          |                    | Claudia Weill         |
| 1982 | Élet kifulladásig           | I'm Dancing as Fast as I Can       | Julie Addison                 |                    | Jack Hofsiss          |
| 1983 |                             | Independence Day                   | Nancy Morgan                  |                    | Robert Mandel         |
| 1984 | Zuhanás a szerelembe        | Falling in Love                    | Isabelle                      | Vándor Éva         | Ulu Grosbard          |
| 1984 | Gumiláb                     | Footloose                          | Vi Moore                      | Venczel Vera       | Herbert Ross          |
| 1985 | Kairó bíbor rózsája         | The Purple Rose of Cairo           | Emma                          | Antal Olga         | Woody Allen (1.)      |
| 1986 | Hannah és nővérei           | Hannah and Her Sisters             | Holly                         | Szegedi Erika      | Woody Allen (2.)      |
| 1986 | Hannah és nővérei           | Hannah and Her Sisters             | Holly                         | Igó Éva            | Woody Allen (2.)      |
| 1987 | A rádió aranykora           | Radio Days                         | Bea                           | Szegedi Erika      | Woody Allen (3.)      |
| 1987 | Szeptember                  | September                          | Stephanie                     | Básti Juli         | Woody Allen (4.)      |
| 1987 | Az elveszett fiúk           | The Lost Boys                      | Lucy Emerson                  | Frajt Edit         | Joel Schumacher       |
| 1987 | Az elveszett fiúk           | The Lost Boys                      | Lucy Emerson                  | Bánsági Ildikó     | Joel Schumacher       |
| 1988 | Fények, nagyváros           | Bright Lights, Big City            | Mrs. Conway                   |                    | James Bridges         |
| 1989 | Vásott szülők               | Parenthood                         | Helen Buckman                 | Földessy Margit    | Ron Howard            |
| 1989 | Vásott szülők               | Parenthood                         | Helen Buckman                 | Málnai Zsuzsa      | Ron Howard            |
| 1989 | Cookie                      | Cookie                             | Lenore Voltecki               | Detre Annamária    | Susan Seidelman       |
| 1989 | Cookie                      | Cookie                             | Lenore Voltecki               | Andresz Kati       | Susan Seidelman       |
| 1990 | Ollókezű Edward             | Edward Scissorhands                | Peg Boggs                     | Hámori Ildikó      | Tim Burton            |
| 1991 | Más, mint a többiek         | Little Man Tate                    | Jane Grierson                 |                    | Jodie Foster          |
| 1994 | Lövések a Broadwayn         | Bullets over Broadway              | Helen Sinclair                | Tímár Éva          | Woody Allen (5.)      |
| 1994 | Rendőrvicc                  | Cops & Robbersons                  | Helen Robberson               | Gór Nagy Mária     | Michael Ritchie (1.)  |
| 1994 | Az emberkereskedő           | The Scout                          | H. Aaron doktor               | Tímár Éva          | Michael Ritchie (2.)  |
| 1995 | Piások                      | Drunks                             | Rachel                        |                    | Peter Cohn            |
| 1996 | A csendestárs               | The Associate                      | Sally Dugan                   | Zsurzs Kati        | Donald Petrie         |
| 1996 | Madárfészek                 | The Birdcage                       | Louise Keeley                 | Földi Teri         | Mike Nichols          |
| 1996 | Madárfészek                 | The Birdcage                       | Louise Keeley                 | Zsurzs Kati        | Mike Nichols          |
| 1998 | Átkozott boszorkák          | Practical Magic                    | Bridget 'Jet' Owens nagynéni  | Halász Aranka      | Griffin Dunne         |
| 1998 | A suttogó                   | The Horse Whisperer                | Diane Booker                  | Zsurzs Kati        | Robert Redford        |
| 2001 | Nevem Sam                   | I Am Sam                           | Annie Cassell                 | Földi Teri         | Jessie Nelson         |
| 2002 |                             | Merci Docteur Rey                  | Elisabeth Beaumont            |                    | Andrew Litvack        |
| 2005 | Robotok                     | Robots                             | Mrs. Réztalp (hangja)         | Andresz Kati       | Chris Wedge           |
| 2006 | Őrangyallal, védtelenül     | A Guide to Recognizing Your Saints | Flori Montiel                 | Kovács Nóra        | Dito Montiel          |
| 2007 | Nélküled nem megy           | Dedication                         | Carol                         | Menszátor Magdolna | Justin Theroux        |
| 2007 | Dan és a szerelem           | Dan in Real Life                   | Nana Burns                    | Menszátor Magdolna | Peter Hedges (1.)     |
| 2008 | A 109. utas                 | Passengers                         | Toni                          | Menszátor Magdolna | Rodrigo García        |
| 2008 | Kis-nagy világ              | Synecdoche, New York               | Ellen Bascomb/Millicent Weems | Andresz Kati       | Charlie Kaufman       |
| 2009 | Düh                         | Rage                               | Miss Roth                     |                    | Sally Potter          |
| 2010 | Engedd el!                  | Rabbit Hole                        | Nat                           | Menszátor Magdolna | John Cameron Mitchell |
| 2011 | Vad évad                    | The Big Year                       | Brenda Harris                 | Szabó Éva          | David Frankel         |
| 2012 | Egy drága társ              | Darling Companion                  | Penny Alexander               | Málnai Zsuzsa      | Lawrence Kasdan       |
| 2012 | Timothy Green különös élete | The Odd Life of Timothy Green      | Ms. Crudstaff                 | Szabó Éva          | Peter Hedges (2.)     |
| 2014 | Az utolsó felvonás          | The Humbling                       | Carol Stapleford              |                    | Barry Levinson        |
| 2015 |                             | Five Nights in Maine               | Lucinda                       |                    | Maris Curran          |
| 2015 | Lánytesók                   | Sisters                            | Deana Ellis                   | Kiss Mari          | Jason Moore           |
| 2018 | A csempész                  | The Mule                           | Mary Stone                    | Tímár Éva          | Clint Eastwood        |
| 2020 | Fontos vagy nekem           | I Care a Lot                       | Jennifer Peterson             | Tímár Éva          | J Blakeson            |
| 2020 | Szabad szavak               | Let Them All Talk                  | Susan                         | Vándor Éva         | Steven Soderbergh     |
| 2022 | Apám sárkánya               | My Father's Dragon                 | Iris (hangja)                 | Igó Éva            | Nora Twomey           |
| 2024 |                             | Apartment 7A                       | Minnie Castevet               |                    | Natalie Erika James   |

### Televízió
| Év        | Magyar cím                               | Eredeti cím                                   | Szerep                               | Megjegyzések                                                                    |
| --------- | ---------------------------------------- | --------------------------------------------- | ------------------------------------ | ------------------------------------------------------------------------------- |
| 1975      |                                          | Zalmen: or, The Madness of God                | Nina                                 | tévéfilm                                                                        |
| 1978      |                                          | Great Performances: Out of Our Father's House | Elizabeth Gertrude Stern             | tévéfilm                                                                        |
| 1983      |                                          | The Face of Rage                              | Rebecca Hammil                       |                                                                                 |
| 1997      | Váratlan utazás                          | Road to Avonlea                               | Lillian Hepworth                     | 1 epizód                                                                        |
| 1999      |                                          | The Simple Life of Noah Dearborn              | Sarah McClellan                      | tévéfilm                                                                        |
| 2000      | A tizedik királyság                      | The 10th Kingdom                              | Gonosz királynő / Christine White    | - minisorozat (10 epizód) - magyar hangja: - Hámori Ildikó - Menszátor Magdolna |
| 2000–2002 | Esküdt ellenségek                        | Law & Order                                   | Nora Lewin ideiglenes államügyész    | 46 epizód                                                                       |
| 2001      | Esküdt ellenségek: Bűnös szándék         | Law & Order: Criminal Intent                  | Nora Lewin ideiglenes államügyész    | 1 epizód                                                                        |
| 2001–2002 | Esküdt ellenségek: Különleges ügyosztály | Law & Order: Special Victims Unit             | Nora Lewin ideiglenes államügyész    | 2 epizód                                                                        |
| 2004      | Fény a távolból                          | The Blackwater Lightship                      | Lily Devereux Breen                  | tévéfilm                                                                        |
| 2004      | Szupervihar                              | Category 6: Day of Destruction                | Shirley Abbott energiaügyi miniszter | tévéfilm                                                                        |
| 2008–2009 | Titkok nélkül                            | In Treatment                                  | Dr. Gina Toll                        | 17 epizód                                                                       |
| 2008      |                                          | The Return of Jezebel James                   | Talia Tompkins                       | 2 epizód                                                                        |
| 2012      |                                          | The Corrections                               | Enid                                 | tévéfilm                                                                        |
| 2014      | Feketelista                              | The Blacklist                                 | Ruth Kipling                         | 1 epizód                                                                        |
| 2015–2019 | Családom, darabokban                     | Life in Pieces                                | Joan Short                           | - főszereplő (79 epizód) - magyar hangja: - Zsurzs Kati                         |
| 2021–2023 | Kingstown polgármestere                  | Mayor of Kingstown                            | Mariam McLusky                       | főszereplő                                                                      |

## Fontosabb díjak és jelölések
- Oscar-díj a legjobb női mellékszereplőnek (1986, 1994)
- Screen Actors Guild-díj a legjobb női mellékszereplőnek (1994)

## Fordítás
- Ez a szócikk részben vagy egészben  a   Dianne Wiest című angol Wikipédia-szócikk ezen változatának fordításán alapul.  Az eredeti cikk szerkesztőit annak laptörténete sorolja fel. Ez a jelzés csupán a megfogalmazás eredetét és a szerzői jogokat jelzi, nem szolgál a cikkben szereplő információk forrásmegjelöléseként.